# Улица Приорова (Москва)
У́лица Прио́рова — улица в Северном административном округе города Москвы на территории района Коптево. Пролегает от Улицы Космонавта Волкова до Улицы Клары Цеткин. Нумерация домов начинается от Улицы Космонавта Волкова.

## Происхождение названия
Названа в 1964 году в честь Н. Н. Приорова (1885—1961) — выдающегося учёного-медика, основоположника советской травматологии и ортопедии.
Приоров был также директором Центрального института травматологии и ортопедии (ЦИТО), который находится на этой улице.

## История
Улица Приорова — это бывший 7-й Новоподмосковный переулок (+ присоединённая к нему новая улица).

## Здания и сооружения
По нечётной стороне:
- д. 7 — детский сад № 2394

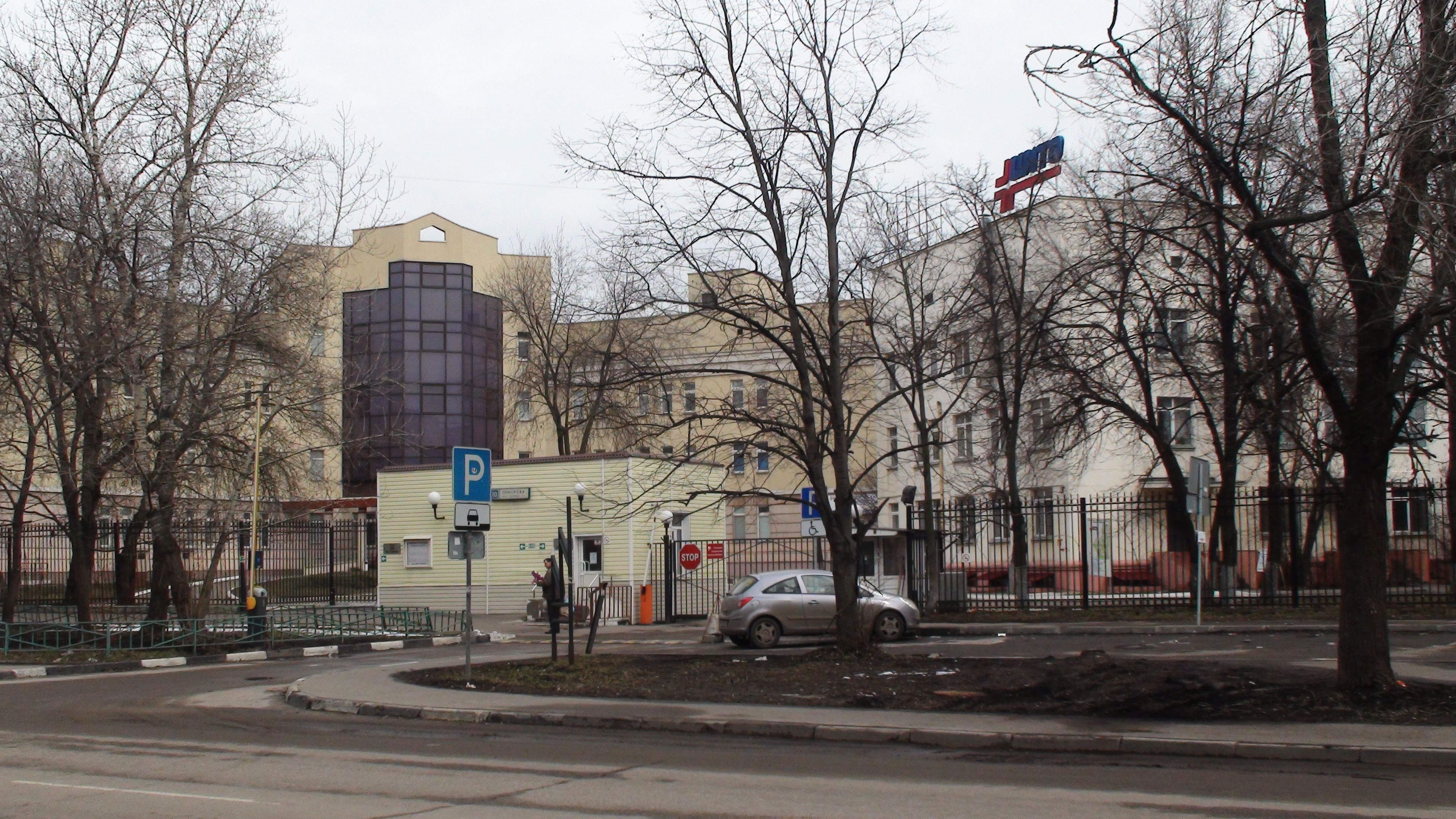
Улица Приорова. ЦИТО

- д. 9 — Британская международная школа № 2

д. 11А — школа-комплекс № 686 «Класс-центр» с углублённым изучением музыкально-драматического искусства
По чётной стороне:
- д. 10 — ЦИТО (Федеральное государственное учреждение «Центральный Институт Травматологии и Ортопедии им. Н. Н. Приорова»).
- д. 10 — редакция журнала «Вестник травматологии и ортопедии им. Н. Н. Приорова»
- д. 26 — Политехнический колледж № 8 им. дважды Героя Советского Союза И. Ф. Павлова

## Транспорт

### Автобус
Остановка «Улица Приорова»:
- Автобусы: 300, 323, 780, т19, т57.

Остановки «ЦИТО», «Госпиталь»:
- Автобусы 323, 780.

### Ближайшая станция метро
- Станция метро «Войковская» — на наземном транспорте.

### Железнодорожный транспорт
- Платформа Красный Балтиец Рижского направления МЖД.
- Станция МЦК Балтийская.

## Строительство
Северо-Западная хорда — автомобильная дорога в Москве. Строится вместо Четвертого транспортного кольца, от которого было решено отказаться в силу его крайней дороговизны.
Северо-Западная хорда насчитывает в себе 5 участков, которые проектируются и строятся отдельно друг от друга.
В рамках строительства 2 участка Северо-Западной хорды предполагается реконструкция Большой Академической улицы. На перекрёстке Большой Академической улицы и улицы Приорова будет построен внеуличный пешеходный переход.